# Salman Abbariki
Salman Abbariki (persisch سلمان آباریکی; * 1986) ist ein iranischer Kugelstoßer, der bei den Paralympics 2024 im Refugee Team startet.

## Leben
Abbariki wurde 1986 in der Stadt Teheran geboren. Er begann 2003 mit dem Para-leichtathletik Kugelstoßen. Salman hat eine Behinderung auf der linken Körperseite. Außerdem nahm er 2012 an den Paralympics in London teil. Salman beantragte 2018 Asyl in Deutschland Nach der Einreise nach Deutschland setzte er seinen Sport fort und wurde Mitglied des Vereins TuS komet Arsten in Bremen, mit dessen Hilfe es ihm gelang, die Erlaubnis zu erhalten, an den Pariser Paralympics 2024 teilzunehmen.

## Erfolge
- 2010: Para-Asienmeister
- Grand Prix Tunesien 2010
- 2011: Para-Weltmeister[1]
- Grand Prix Deutschland 2012
- Teilnahme an den Paralympics 2012 in London
- Teilnahme an den Paralympics 2024 in Paris